# Maria Teresa Dogrumowa
Maria Teresa Dogrumowa, także d’Ugrumoff (żyła w 2. poł. XVIII w.) – inicjatorka afery politycznej za panowania Stanisława Augusta Poniatowskiego.

## Historia
Pochodzenie Dogrumowej nie jest znane. Według niektórych źródeł pochodziła z Holandii i nazywała się Anna Maria de Neri, natomiast według jej własnych zeznań urodziła się w Wiedniu jako baronówna de Lautenburg. Trudniła się nierządem. W Warszawie przebywała w 1767 roku. Po wyjeździe do Moskwy, gdzie spędziła siedem lat, wyszła tam za mąż za rosyjskiego wojskowego majora Aleksandra Ugrumova. Do Polski wróciła w 1782 roku. Najpierw dwukrotnie zwracała się do króla Stanisława Augusta Poniatowskiego z rzekomą informacją o zagrażającym spisku na jego życie: pierwszy raz w 1782 roku, drugi w 1784. Król nie dał wiary ani za pierwszym, ani za drugim razem. Intrygantka, widząc, że nic nie wskóra w obozie króla, udała się do księcia Adama Czartoryskiego. Podczas spotkania z księciem oskarżyła królewskiego kamerdynera Franciszka Ryxa oraz generała Jana Chrzciciela Komarzewskiego o planowanie zamachu na jego życie. Aresztowano Ryxa, Komarzewski sam zgłosił się do aresztu. W trakcie procesu Dogrumowa najpierw wycofała swe oskarżenie wobec generała Komarzewskiego. W trakcie procesu Dogrumową goszczono w domu Izabeli Lubomirskiej. Sąd marszałkowski oczyścił z zarzutów Ryxa i Komarzewskiego. Dogrumowa została skazana na dożywocie i naznaczenie piętnem szubienicznym pod pręgierzem. Naznaczenia dokonano na rynku Starego Miasta w Warszawie. Dogrumowa została uwolniona z twierdzy gdańskiej w 1793 roku przez władze pruskie, po II rozbiorze Polski.